# Pouteria subcaerulea
Pouteria subcaerulea är en tvåhjärtbladig växtart som beskrevs av Jean Baptiste Louis Pierre och Marcel Marie Maurice Dubard. Pouteria subcaerulea ingår i släktet Pouteria och familjen Sapotaceae. Inga underarter finns listade i Catalogue of Life.